# Strongylodon zschokkei
Strongylodon zschokkei är en ärtväxtart som beskrevs av Adolph Daniel Edward Elmer. Strongylodon zschokkei ingår i släktet Strongylodon och familjen ärtväxter. Inga underarter finns listade i Catalogue of Life.